# .408 Cheyenne Tactical
.408 Cheyenne Tactical (.408 Chey Tac, 10,3×77 мм) — спеціалізований снайперський боєприпас для стрільби на великі відстані.
Набій створений з метою вести високоточну снайперську стрільбу до 3500 м. Передбачалося, що максимальна дальність стрільби набоєм .408 Cheyenne Tactical сягне 3000 м. Набій .408 Cheyenne Tactical займає проміжне положення між .338 Lapua Magnum і .50 BMG. Набої .408 Cheyenne Tactical виробляються і продаються фірмою CheyTac Associates. Тиск в каналі ствола при пострілі цим набоєм досягає 440 МПа.

## Історія
Набій .408 Cheyenne Tactical був створений компанією Cheyenne Tactical та Tactical High Energy Impact Systems (THEIS) під керівництвом доктора Джона Тейлора (англ. John Taylor) та за участю Вільяма О. Вордмана (англ. William O. Wordman) у 2001 році.
Від початку новий набій розроблявся в рамках програми перспективної снайперської зброї XXI століття, метою якої було створити високоточний і ефективний набій, який перевершував би за ефективністю точного вогню всі наявні боєприпаси в тому числі і .50 BMG.
На основі .408 Chey Tac була створена низка кустарних набоїв. Зокрема, на основі гільзи були створені набої з кулею іншого калібру:
- .338: .338 Little Dave (8.5×55mm),[3] 338 Snipe-Tac,.[4] 338/408 Baer,
- .375: .375 CheyTac, .375-.408 CheyTac, .375 Snipe-Tac, .375 SOE,
- .416: .416 PGW,
- .510: .510 Snipe-Tac.

Станом на 2007 рік набої калібру .375 привернули найбільше уваги. Сам виробник створив варіант своєї гвинтівки для високоточної стрільби Intervention під набій .375 CheyTac.
Нарешті, в травні 2017 року C.I.P. офіційно зареєструвала набій .375 CheyTac з позначенням 375 Chey Tac або 9.5×77mm.

## Конструкція кулі
Куля набою .408 Cheyenne Tactical не має осердя. Вона виготовлена цілком із сплаву міді, так звана «точка», що покращує властивості зовнішньої балістики кулі.

## Тип куль
Номенклатура набоїв була представлена одним типом куль — Solid. Але згодом було налагоджено виробництво експансивних куль.
- Solid — повністю виготовлена зі сплаву міді. При влученні в ціль має ті ж властивості, що і звичайні кулі (FMJ).
- HPBT[7] — експансивна куля (з порожниною в носику кулі та скошеною задньою частиною).

Маса куль від 305 до 419 гран. У грамах — від 19 до 27 г. Маса експансивних куль — від 390 до 415 гран.

## Застосування
Набій .408 Cheyenne Tactical використовують як у військових снайперських гвинтівках так і як мисливський, наприклад, для полювання у горах і стрільби на великі відстані. Великого поширення не набув і гвинтівки під цей набій випускають лише в кількох країнах, наприклад у США, Німеччині, Росії (гвинтівка СВЛ випускалася до 2011 р. приватною фірмою зброї «Цар-гармата», зараз модернізована гвинтівка СВЛК-14С випускається цією ж фірмою, яка змінила назву на «LobaevArms» (ТОВ «КБ Інтегрованих Систем»))[джерело?].
Набій можна застосовувати на відстанях до 3500 м. Як показав досвід, набій не забезпечує ту купність, яку заявляли під час просування ринку (0,3—0,5 MOA) і становить близько 1 MOA[джерело?].
Прицільний снайперський вогонь по ростовій мішені набоєм .408 Cheyenne Tactical можна вести на відстані до 3000 метрів (практичну дальність обмежують можливості прицілів). Максимальна дальність застосування набою — 3500 м по великим цілям[джерело?].

## Бойові якості набою
Набій відрізняється високою точністю та купчастістю стрільби. На відстанях понад 700 метрів енергія кулі калібру .408 вище, ніж енергія кулі .50 BMG на тій же дальності, при цьому завдяки спеціальній формі та конструкції кулі вона має дуже великий балістичний коефіцієнт і зберігає надзвукову швидкість на відстані понад 2000 метрів, при тому, що сам набій .408 на 30 % легше за набій .50 BMG і створює менший відбій[джерело?].
Куля набою .408 Cheyenne Tactical здатна пробивати будь-які засоби індивідуального захисту. Також може використовуватися проти техніки як великокаліберні снайперські гвинтівки.

## Зброя, яка використовує набій
- CheyTac M200
- Desert Tech HTI[8]
- EDM Arms XM04[9]
- PGWDTI Timberwolf.408 Chey Tac та.416 PGW — Prairie Gun Works Defence Technologies Inc.
- Lawton Machine LLC. (Lawton Rifle Barrels)[10]
- Grande Armeria Camuna precision rifles[11]
- RND Manufacturing, Inc.[12]
- THOR XM408
- Vigilance Rifles VR1[13]
- СВЛК-14С
- DXL-4 «Севастополь»
- VOERE X3[14] (VOERE Präzisionstechnik GmbH, Австрія)
- CDX-40 SHADOW